# Riacho Grande
Riacho Grande é um distrito do município brasileiro de São Bernardo do Campo, que integra a Região Metropolitana de São Paulo e o Grande ABC Paulista.

## História

### Origem
A área ocupada atualmente pelo distrito foi, desde o século XVI, atravessada por caminhos que ligavam o planalto ao litoral paulista, sediando as pousadas e ranchos, hoje desaparecidos, que serviam aos viajantes.
A antiga Vila do Riacho Grande, da qual se originou a sede do atual distrito, se formou nas proximidades da Estrada Velha de Santos a partir da linha colonial do Rio Grande, que integrava o Núcleo Colonial São Bernardo, área que, assim como boa parte de todo o distrito, desde 1927, está parcialmente ocupada pelas águas da Represa Billings.

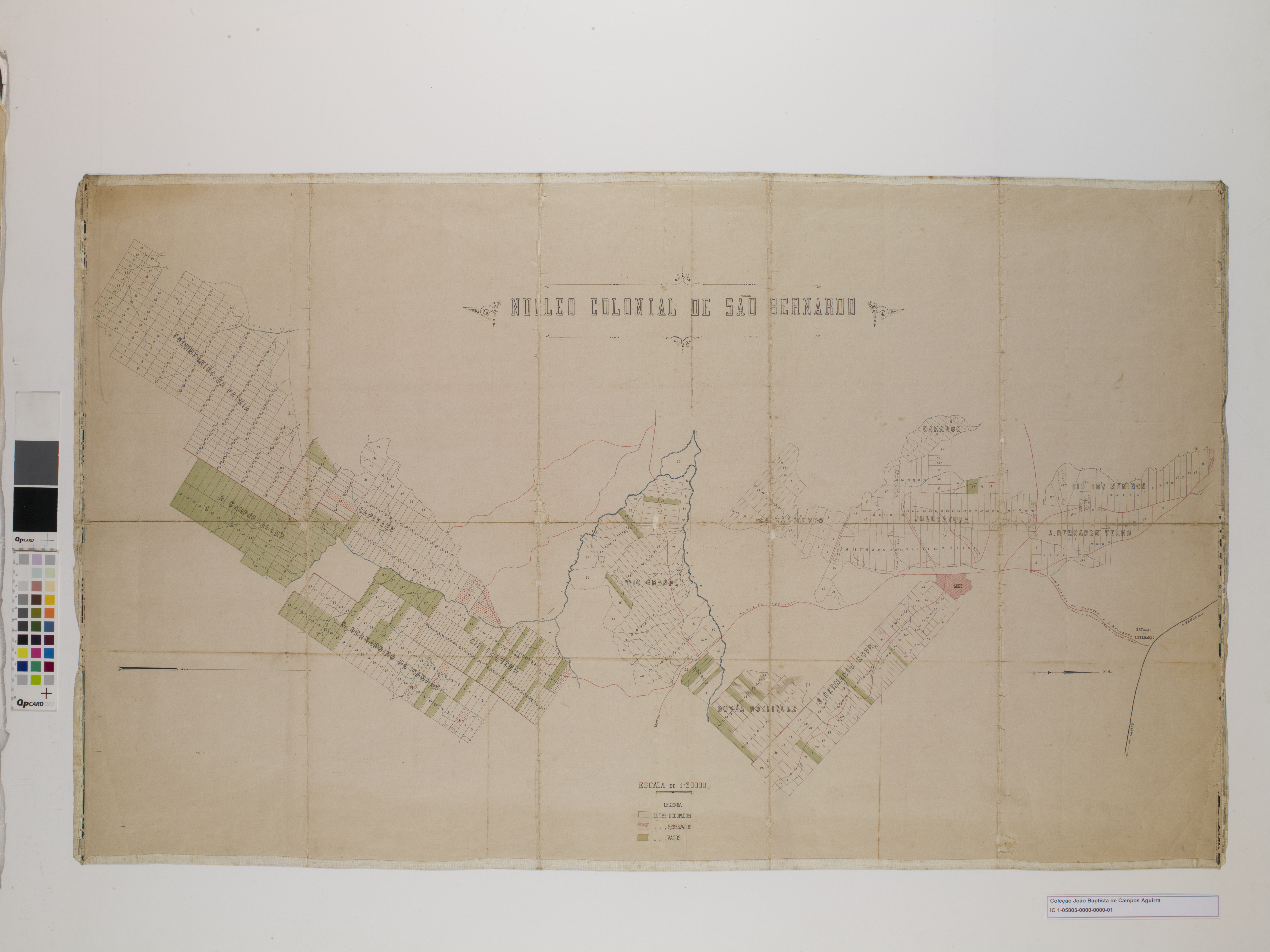
Planta do Núcleo Colonial São Bernardo.

No fim do século XIX, além da linha do Rio Grande, foi implantada na região do atual distrito as antigas linhas coloniais Bernardino de Campos, Campos Sales, Voluntários da Pátria, Rio Pequeno, Capivari e Curucutu, sendo que as três últimas deram origem aos bairros de mesmo nome.
Dessa maneira, os imigrantes europeus que se instalaram nestes núcleos deram início à efetiva ocupação da região, dedicando-se inicialmente à extração da madeira e à venda de carvão. Logo depois a região se transformaria no berço da indústria moveleira são-bernardense, sediando as primeiras fábricas de móveis e serrarias.
Localiza-se também na região o Bairro dos Finco, estabelecido a partir do local onde se instalou em 1889 a família do italiano Fortunato Finco. Ali ele construiria uma serraria, posteriormente transformada em uma fábrica de cadeiras.

### Formação administrativa
- Distrito policial de Rio Grande criado no município de São Bernardo.[4]
- Distrito criado pela Lei n° 233 de 24/12/1948, com sede no povoado de Riacho Grande mais terras desmembradas do distrito sede de São Bernardo do Campo.[5][6]

## Geografia

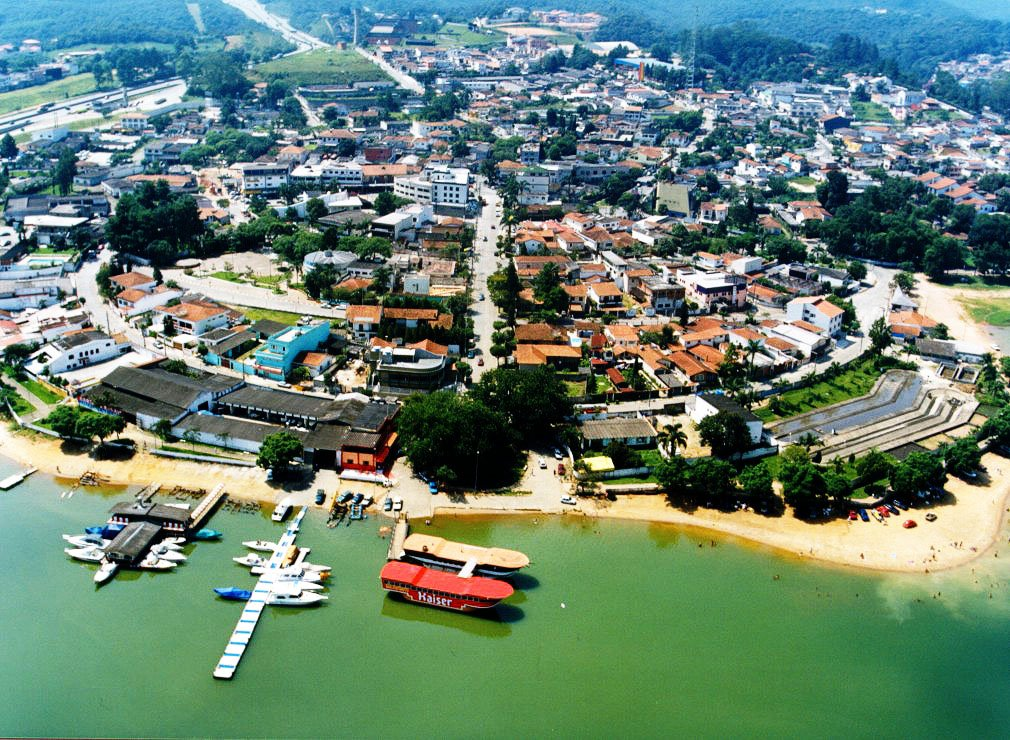
Vista aérea de Riacho Grande.

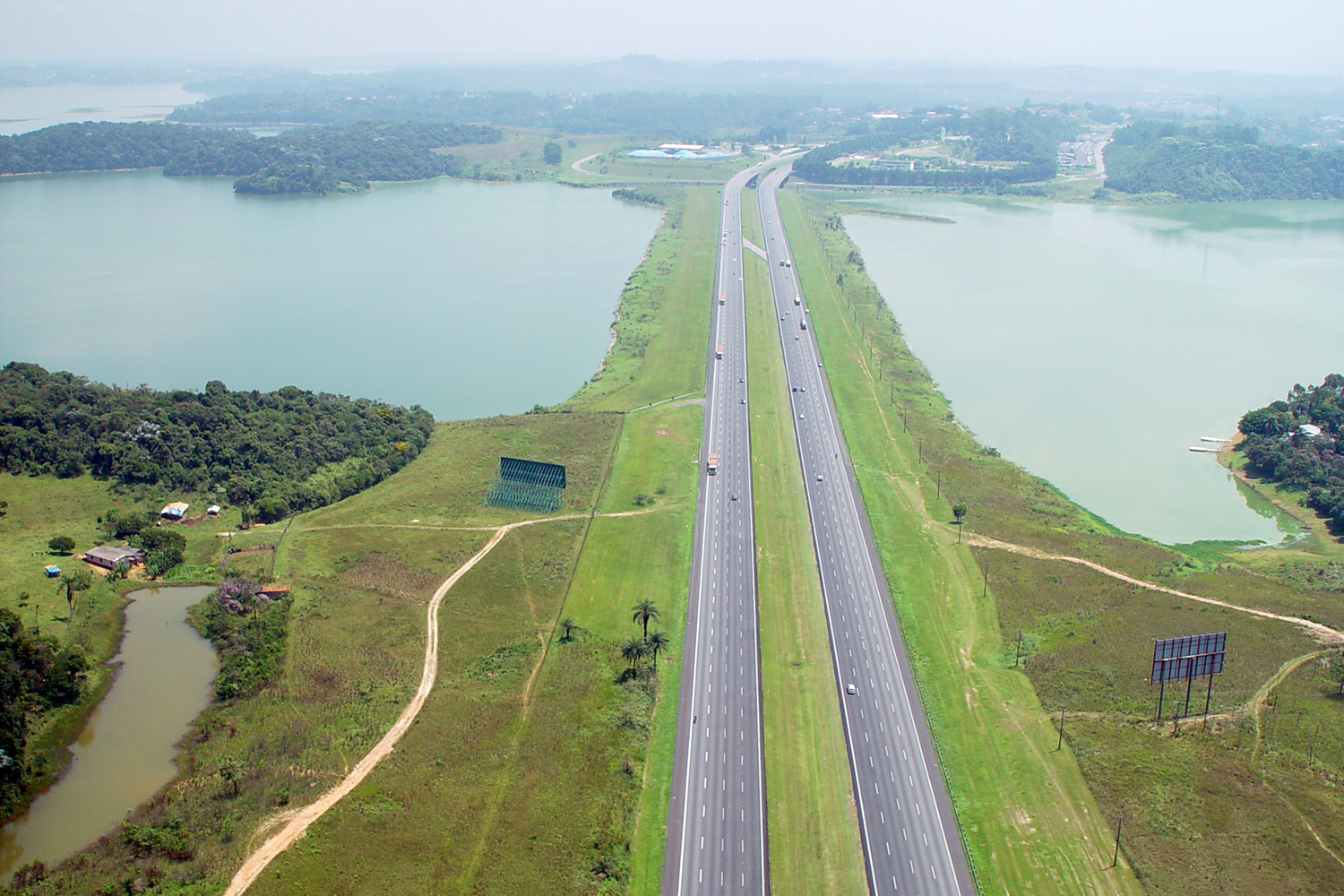
Ponte da Rodovia dos Imigrantes sobre a Represa Billings.

### Demografia

#### População urbana
| Crescimento população urbana | Crescimento população urbana | Crescimento população urbana | Crescimento população urbana |
| Censo                        | Pop.                         |                              | %±                           |
| ---------------------------- | ---------------------------- | ---------------------------- | ---------------------------- |
| 1950                         | 357                          |                              | —                            |
| 1960                         | 573                          |                              | 60,5%                        |
| 1970                         | 1 522                        |                              | 165,6%                       |
| 1980                         | 3 428                        |                              | 125,2%                       |
| 1991                         | 4 907                        |                              | 43,1%                        |
| 2000                         | 15 864                       |                              | 223,3%                       |
| 2010                         | 16 497                       |                              | 4,0%                         |
| Fonte: IBGE e Fundação SEADE |                              |                              |                              |

#### População total
Pelo Censo 2010 (IBGE) a população total do distrito era de 29 302 habitantes.

### Área territorial
A área territorial do distrito é de 278,276 km².

### Bairros

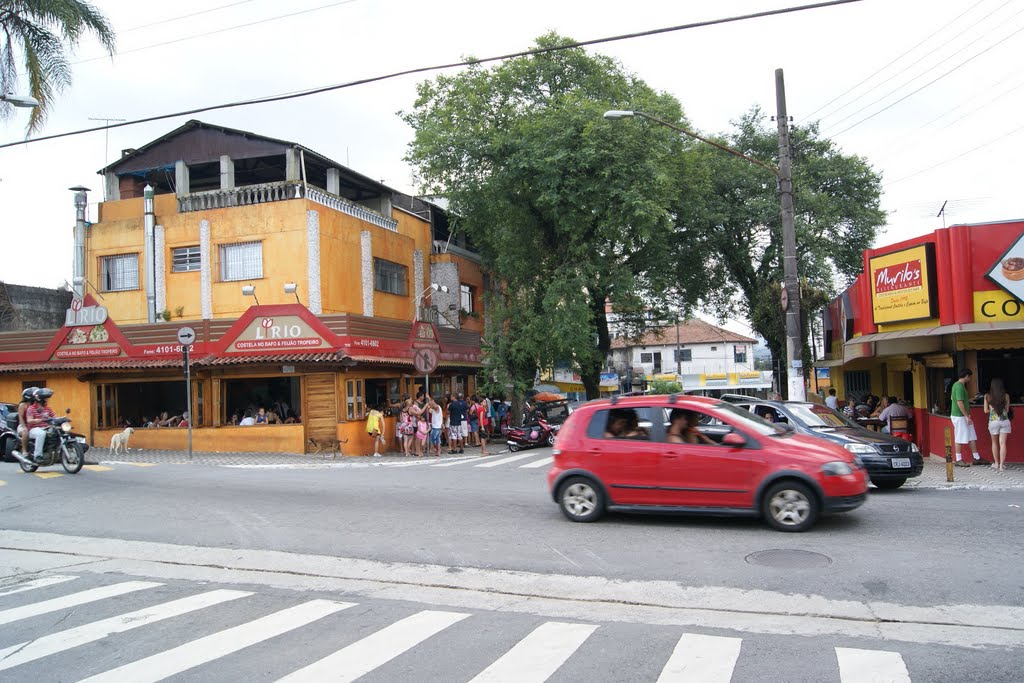
Aspecto local.

A Subprefeitura do Distrito de Riacho Grande responde pelos bairros:
- Parque Riacho Grande, Areião, Alto da Serra, Morada da Colina, Zanzalá, Parque das Garças, Parque dos Lagos, Estoril, Vila Jurubatuba, Jardim Anchieta, Parque Yara Praia, Jardim Monte Carlo, Vila Tosi, Parque Rio Grande, Jardim Dona Luiza, Vila Roccio, Vila Pelé, Jardim Tupã, Vila Olaria, Sonho Real, Jardim Brooklin, Recreio Rancho Alegre, Jardim Icaraí, Jardim Lago Azul, Bairro dos Finco, Vila Praia Grande, Jardim Boa Vista, Boa Vista Pantanal, Capelinha, Jardim Cocaia, Colônia dos Pescadores, Varginha, Jardim Borda do Campo, Jardim Vista Alegre, Vila Balneária, Vila Santos Dumont, Jardim Jussara, Lulaldo, Vila Jurubeba, Sabesp, Vila dos Estudantes.

### Rodovias

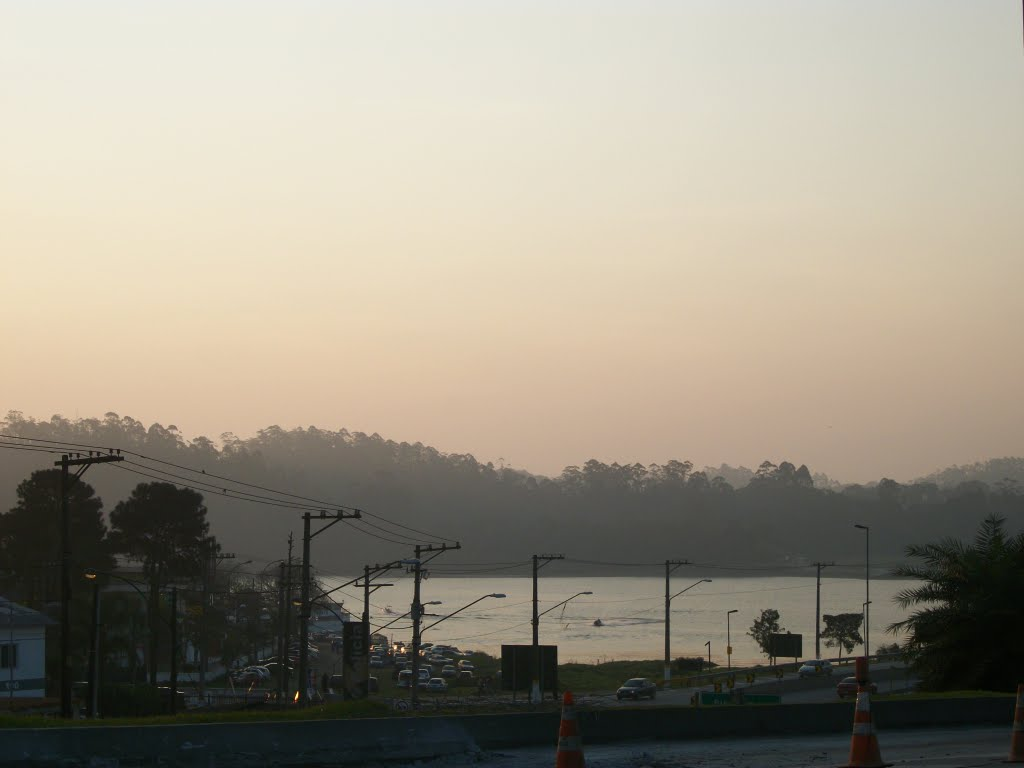
Entrada de Riacho Grande na Rodovia Anchieta.

O principal acesso para o distrito de Riacho Grande é a Rodovia Anchieta (SP-150). Também são acessos ao distrito a Rodovia Caminho do Mar (SP-148), a Rodovia Índio Tibiriçá (SP-31), a Rodovia dos Imigrantes (SP-160) e o Rodoanel Mário Covas.
Há caminhos no distrito que servem como rota alternativa para chegar até o distrito de Parelheiros, na Zona Sul de São Paulo, como a Estrada Água Limpa (Estrada do Curucutu em São Paulo), que liga o Núcleo Santa Cruz em São Bernardo até a Estrada da Barragem em São Paulo, e a Estrada do Capivari, sendo possível acessá-la pela Rodovia dos Imigrantes (SP-160) no km 38 da pista norte.

### Balsa

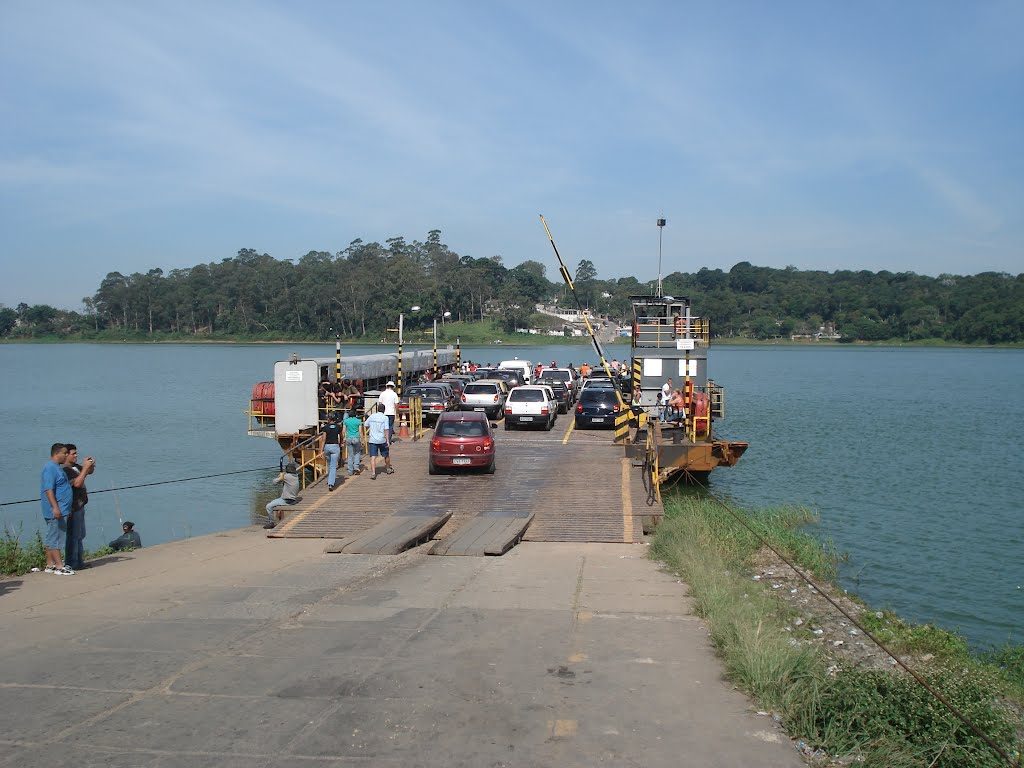
Balsa Taquacetuba.

Além disso, o distrito possui um acesso à Ilha do Bororé, no distrito paulistano do Grajaú, que pode ser feito através da balsa Taquacetuba, localizada no final da estrada homônima.

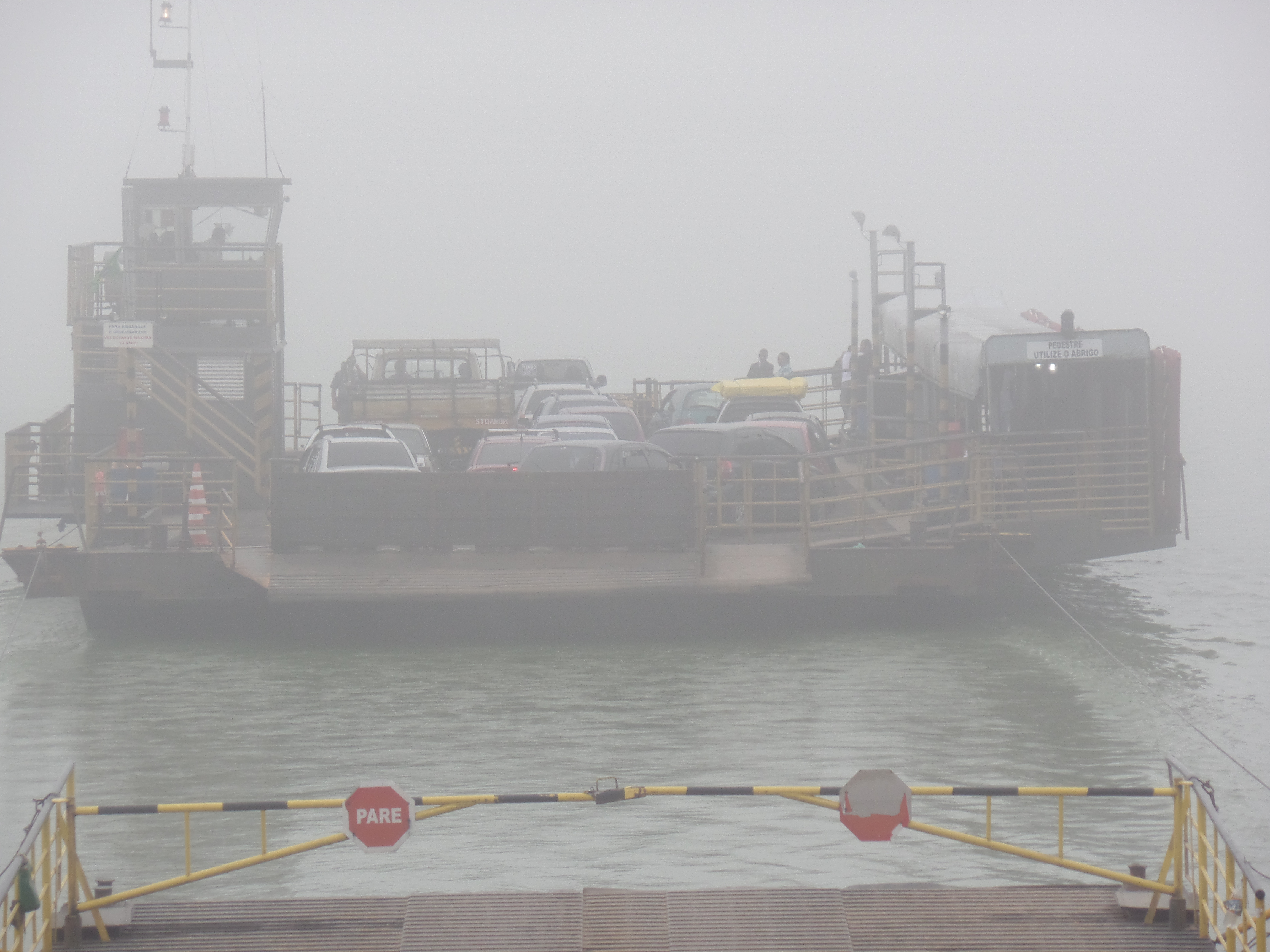
A balsa que faz a travessia da Represa Billings é um dos meios de transporte utilizados pela população.

### Hidrografia
- Represa Billings

## Serviços públicos

### Administração
- Subprefeitura do Distrito de Riacho Grande.[9]

### Registro civil
Atualmente é feito no próprio distrito, pois o Cartório de Registro Civil das Pessoas Naturais ainda continua ativo.

### Saneamento
O serviço de abastecimento de água é feito pela Companhia de Saneamento Básico do Estado de São Paulo (SABESP). Na área do Riacho Grande é feita a captação e tratamento de água para posterior distribuição aos municípios do Grande ABC.

### Energia
A responsável pelo abastecimento de energia elétrica é a Enel Distribuição São Paulo, antiga Eletropaulo.

### Telecomunicações
O distrito era atendido pela Companhia Telefônica da Borda do Campo (CTBC), que inaugurou a central telefônica utilizada até os dias atuais. Em 1998 esta empresa foi vendida juntamente com a Telecomunicações de São Paulo (TELESP) para a Telefônica, que em 2012 adotou a marca Vivo para suas operações.

## Atrações turísticas

### Prainha do Riacho Grande

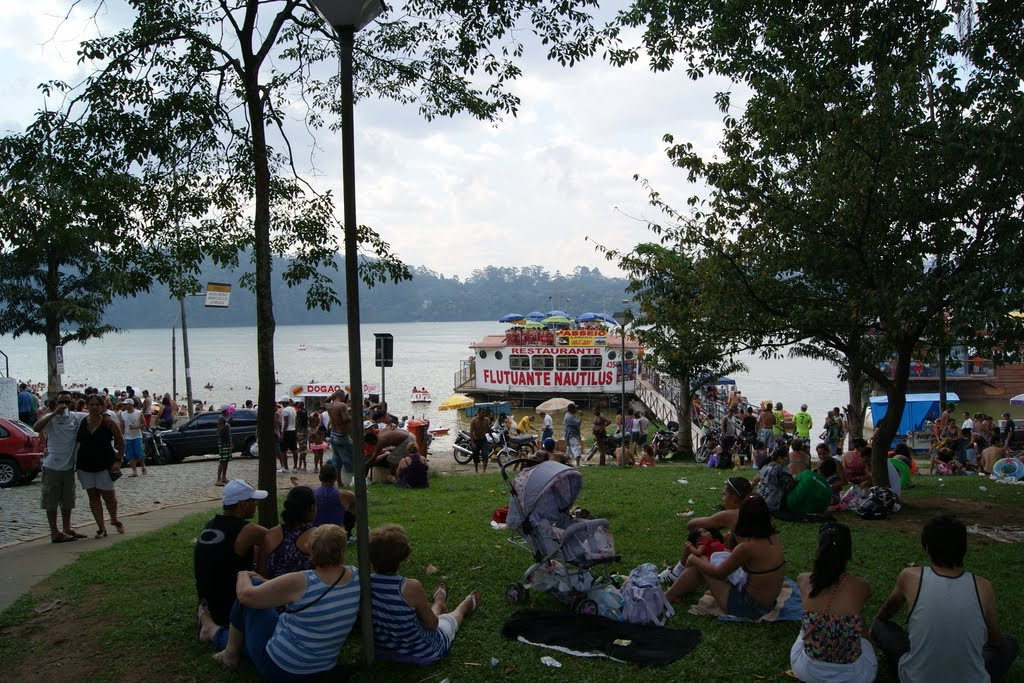
Prainha do Riacho Grande.

A prainha fica na Represa Billings, com entrada pelo trevo de acesso ao Riacho Grande, no km 29 da Via Anchieta. Foi totalmente revitalizada, possuindo atrações para crianças, adultos e pessoas com deficiência como playground, academias de ginástica ao ar livre, pontos de comércio padronizados, pedalinhos, wet-bike e passeios náuticos.

### Parque Ecológico Imigrantes
Um parque ecológico dedicado ao estudo, preservação e contemplação da Mata Atlântica.

### Parque Natural Municipal Estoril

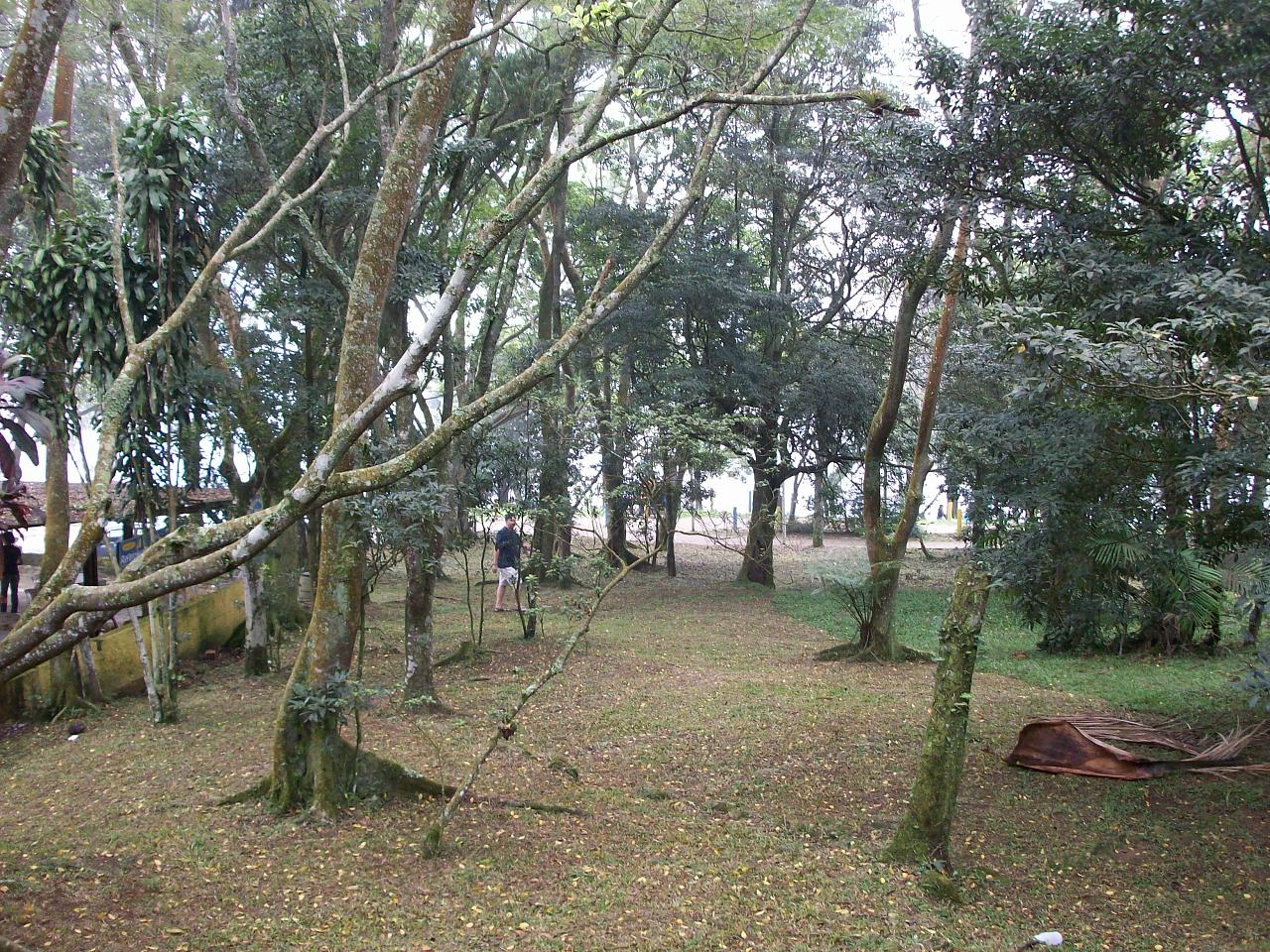
Parque Natural Estoril.

Fundado em 1955, o Parque Estoril foi transformado em 2013 na primeira Unidade de Conservação de São Bernardo do Campo para garantir a preservação da Mata Atlântica, da fauna e da Represa Billings sendo que a partir de então o local passou a ser denominado Parque Natural Municipal Estoril.
O local conta com teleférico, pedalinho, stand-up paddle e caiaques, trilhas para caminhada, viveiro escola, jardim sensorial, área de piquenique, área de banho, estacionamento, lanchonetes e museu de arte ao ar livre.

### Caminhos do Mar

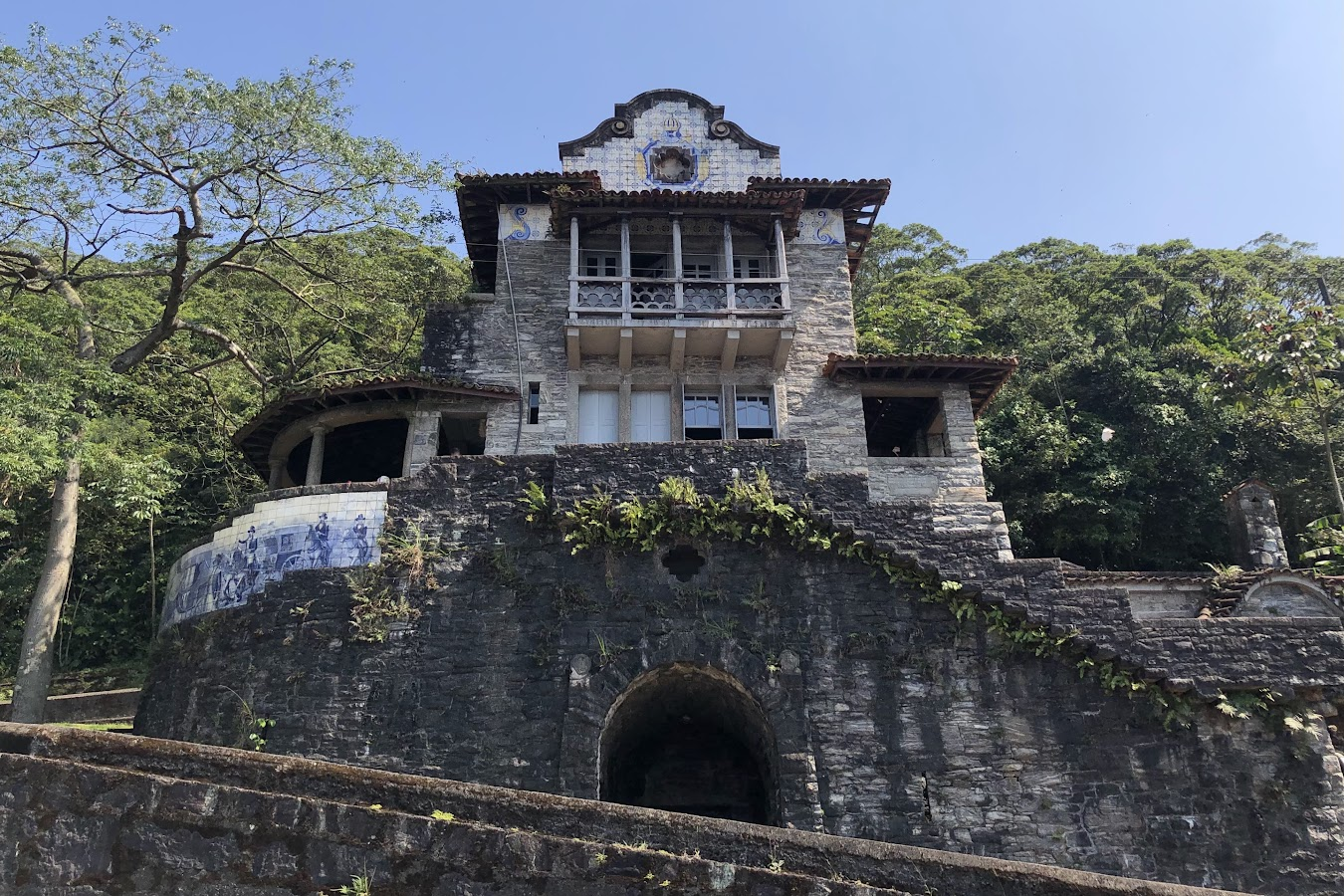
Rancho da Maioridade.

O Parque Caminhos do Mar está localizado no Parque Estadual Serra do Mar, que é uma Unidade de Conservação criada com a finalidade de assegurar a integral proteção ao patrimônio biológico da Mata Atlântica, e ao mesmo tempo oferecer serviços que incentivem a educação ambiental e a integração das pessoas com a natureza.
Uma das atrações é a Tirolesa Voo da Serra, uma forma indescritível de apreciar o Parque Estadual Serra do Mar, a Mata Atlântica, a Baixada Santista e a Estrada Velha de Santos.
Além da riqueza natural, o parque conta com um importante acervo cultural e histórico com seus nove monumentos históricos, erguidos em 1922 pelo arquiteto francês Victor Dubugras ao longo da Estrada Caminho do Mar: Monumento do Pico, Pontilhão Raiz da Serra, Belvedere Circular, Cruzeiro Quinhentista, Calçada do Lorena, Padrão do Lorena, Rancho da Maioridade, Ruínas e Pouso de Paranapiacaba.

## Cultura
O distrito possui 2 aldeias indígenas: a aldeia Guyrapa-Ju, e uma parte da aldeia Krukutu, já que a maior parte dela localiza-se no distrito de Parelheiros, extremo sul de São Paulo.

## Religião
O Cristianismo se faz presente no distrito da seguinte forma:

### Igreja Católica
- A igreja faz parte da Diocese de Santo André[24].

### Igrejas Evangélicas
- Assembleia de Deus - O distrito possui congregação da Assembleia de Deus Ministério do Belém, Setor 29 - São Bernardo do Campo[25][26].
- Congregação Cristã no Brasil[27].